# جاكي دنيس
جاكي دنيس (بالإنجليزية: Jackie Dennis)‏ هو مغني بريطاني، ولد في 1942 في ليث ‏ في المملكة المتحدة.